# Ababeel1
Ababeel-1 raccourci en « A1 » (en arabe : أبابيل1) le premier drone de reconnaissance palestinien et drone armé fabriqué à Gaza par les Bridages Izz al-Din al-Qassam, l'aile militaire du Hamas.

## Types
1. A1A : drone de reconnaissance[réf. nécessaire]
2. A1B : avec des capacités d'attaque[réf. nécessaire]
3. A1C : avec une fonction de drone suicide[réf. nécessaire]

## Contexte
Mohamed Zouari, ingénieur en aéronautique originaire de Sfax, a quitté la Tunisie pour la Syrie en 1991 afin d'échapper à la vague de répression du parti politique islamique Ennahdha par le régime de Zine el-Abidine Ben Ali. Fort de ses connaissances en aéronautique et en conception de drones,il rejoint ensuite les Brigades Izz al-Din al-Qassam, l'aile militaire du Hamas, où il supervise son programme de fabrication d'aéronef sans pilote, conduisant finalement au développement d'Ababeel1. La première utilisation de l'Ababeel1 sur un champ de bataille a eu lieu lors de la guerre de Gaza en 2014.